# Michael Archer
Michael „Mike“ Archer AM (* 25. März 1945 in Sydney, New South Wales) ist ein australischer Paläontologe, der vor allem durch seine Entdeckungen von Säugetierfossilien in der Riversleigh-Formation und in anderen Fossillagerstätten bekannt geworden ist.

## Leben
Archer wurde in Sydney geboren und wuchs in den Vereinigten Staaten auf. Nach einem Biologie- und Geologie-Studium an der Princeton University in New Jersey graduierte er 1967 zum Bachelor of Arts. 1976 promovierte er zum PhD an der University of Western Australia. Von 1967 bis 1968 erhielt er ein Fulbright-Stipendium für seine paläontologische Forschung am Western Australian Museum in Perth. Von 1968 bis 1971 forschte er am Australian Research Council. Von 1972 bis 1978 war er Kurator der Säugetierabteilung im Queensland Museum. Von 1978 bis 1980 war er Dozent an der School of Biological Science der University of New South Wales. Von 1985 bis 1989 war er außerordentlicher Professor und 1989 wurde er zum Professor an der University of New South Wales ernannt. Von 1999 bis 2004 war er Direktor des Australian Museum. Im Jahre 2002 machte Archer mit der Ankündigung Schlagzeilen, aus der DNA eines in Alkohol eingelegten Embryos den ausgestorbenen Beutelwolf zu klonen. Dieses Projekt erwies sich jedoch als Misserfolg und wurde daher im Jahre 2005 wieder eingestellt. Archer engagierte sich zudem im Rahmen des Lazarus-Projektes an Bemühungen zur De-Extinction des Magenbrüterfrosches (Rheobatrachus silus). 1986 gründete er die Riversleigh Society, auf deren Bestreben die Riversleigh-Formation 1994 zum UNESCO-Weltkulturerbe erklärt wurde.
Archer ist ein entschiedener Kritiker des Kreationismus.
Zu Archers Entdeckungen und wissenschaftlichen Erstbeschreibungen zählen unter anderem die fossilen Gattungen Obdurodon, Australonycteris, Steropodon, Namilamadet und Yalkaparidon.
1987 entdeckte er an der Fundstelle Murgon im Südosten von Queensland (270 km nordwestlich von Brisbane) den Zahn eines Säugetiers aus dem Eozän (rund 55 Millionen Jahre alt), das er Plazentatieren statt Beuteltieren zuordnete und Tingamarra porterorum taufte und bei den Stammhuftieren einordnete. Das war überraschend, da man davon ausging, dass die ersten Plazentatiere erst sehr viel später in Australien auftauchten und das ein Grund dafür war, dass Beuteltiere in Australien im Gegensatz zu anderen Kontinenten die dominierende Säugerfauna bildeten. Da die Identifizierung aber nur auf einem Zahn beruhte ist das auch kritisiert worden. Es fanden sich dort auch primitive Beuteltiere und der älteste fossile Fledermausfund in Australien (und einer der ältesten fossilen Fledermausfunde überhaupt), Australonycteris clarkae.

## Dedikationsnamen
2007 wurde das fossile Känguru Ngamaroo archeri und 2023 der fossile Entenvogel Murgonornis archeri sowie der Raubbeutler Dasycercus archeri nach Michael Archer benannt.

## Auszeichnungen
- 1984: Medal der Royal Society of New South Wales
- 1987: Inaugural Queensland Museum Medal for Research
- 1989: Australian Heritage Award for Nature Conservation
- 1990: Inaugural Eureka Prize for the Promotion of Science
- 1990: Inaugural IBM Conservation Award for Research
- 1994: Von Mueller Medal, ANZAAS
- 1996: Verco Medal, Royal Society of South Australia
- 1998: Australian Skeptic of the Year
- 2002: Fellow, Australian Academy of Science
- 2008: Mitglied des Order of Australia (AM)[8]
- 2019: Romer-Simpson-Medaille der Society of Vertebrate Paleontology
- 2023: Whitley Medal der Royal Zoological Society of New South Wales für das Buch Prehistoric Australasia (mit Suzanne J. Hand)

## Werke (Auswahl)
- 1982: Mammals in Australia Australian Museum, Sydney.
- 1982: Carnivorous Marsupials, Band 2. Royal Zoological Society of New South Wales. ISBN 978-0-9599951-3-8
- 1984: Vertebrate Zoogeography & Evolution in Australasia: Animals in Space & Time. Hesperian Press. ISBN 978-0-85905-036-4
- 1985: The Kangaroo. (mit Tim Flannery und Gordon Grigg) Weldon Press ISBN 978-0-949708-22-9
- 1986: Uncovering Australia’s Dreamtime (mit Suzanne Hand). Surrey Beatty & Sons
- 1987: Possums and Opossums: Studies in Evolution, Band 1.  Surrey Beatty & Sons in association with the Royal Zoological Society of New South Wales.
- 1987: Koala: Australia’s Endearing Marsupial Reed Books Pty, Ltd. ISBN 978-0-7301-0158-1 (mit Leonard Cronin)
- 2002: Prehistoric mammals of Australia and New Guinea: One hundred million years of evolution. UNSW Press, 2002. ISBN 978-0-86840-435-6 (mit John A. Long)
- 2002: Australia's lost world: Prehistoric animals of Riversleigh. Indiana University Press. ISBN 978-0-253-33914-0 (mit Suzanne J. Hand)
- 2023:  Prehistoric Australasia. CSIRO Publishing. ISBN 978-0-643-10805-9 (mit Suzanne J. Hand)